# James P. Allison
James Patrick Allison (* 7. srpen 1948) je americký imunolog, nositel Nobelovy ceny za fyziologii nebo lékařství za rok 2018. Spolu s ním ji sdílel Tasuku Hondžó. Cenu získali za vývoj imunoterapie.
Allison se věnoval zkoumání bílkoviny CTLA-4 a vyvinul monoklonální protilátku, která způsobuje, že bílkovina CTLA-4 ovlivní T-lymfocyty tak, že aktivně napadají rakovinné buňky. Látka byla nazvána ipilimumab, úspěšně prošla klinickými testy a je používána k léčbě melanomu. V mnoha dalších klinických studiích se zkoumá možnost jejího využití i k léčbě dalších druhů nádorů.
Alison se narodil v Texasu jako nejmladší ze tří bratrů. V jeho jedenácti letech mu zemřela matka na lymfom, krátce poté i její dva bratři. Na střední škole se odmítl účastnit hodin biologie když zjistil, že z náboženských důvodů nebude vyučována evoluce. Místo toho absolvoval korespondenční kurz biologie na Texaské univerzitě v Austinu. Původně chtěl studovat medicínu, brigáda ve školní laboratoři ho přivedla k vědecké kariéře.
Na Texaské univerzitě v Austinu vystudoval mikrobiologii (1969) a v rámci doktorského studia pak biologické vědy (1973). V letech 1973 až 1977 pak působil jako post-doc na Scripps Research Institute v Kalifornii a již se věnoval imunologii. Poté se vrátil zpět do Texasu a pracoval v jedné z poboček University of Texas MD Anderson Cancer Center. Od roku 1985 působil jako profesor na Kalifornské univerzitě v Berkeley a poté vyučoval a pracoval v dalších amerických výzkumných institucích.
Během své kariéry kromě Nobelovy ceny obdržel i mnoho dalších ocenění, např. Průlomovou cenu ve vědách o životě (2014), Laskerovu cenu (2015) nebo Wolfovu cenu za lékařství (2017).